# مقاطعة رينغولد (آيوا)
مقاطعة رينغولد (بالإنجليزية: Ringgold County)‏ هي إحدى مقاطعات ولاية آيوا في الولايات المتحدة الأمريكية.